# Даї (Аляска)
Даї́ (англ. Dyea) — місто-привид в окрузі Скагвей (штат Аляска, США). Розташоване на краю затоки Лінн-Канал, у місці переходу річки Тая в естуарій Сотні років воно було лише індіанським селищем. Під час Клондайкської золотої лихоманки Даї за кілька тижнів розрослося з однієї дерев'яної будівлі-факторії до майже десятитисячного містечка з повним набором цивілізованих послуг — магазинами, транспортними компаніями, ресторанами, готелями, розважальними та ігровими закладами, госпіталями, школою, юристами і навіть з невеликим військовим гарнізоном. А через рік містечко з такою ж швидкістю спорожніло. Після закінчення золотої лихоманки індіанці теж покинули Даї.
З трьох найбільших поселень на Алясці та Юконі, які згодом стали містами-привидами, Даї отримало цей титул найшвидше, на кілька років випередивши Форті-Майл та Гранд-Форкс.
Нині має статус Національної історичної пам'ятки і є частиною Національно-історичного парку Клондайкської золотої лихоманки. Відома принада (разом із сусіднім містечком Скагвей) для багатьох туристів та любителів екстремального туризму.

## Історія

### До золотої лихоманки

#### До початку освоєння Аляски

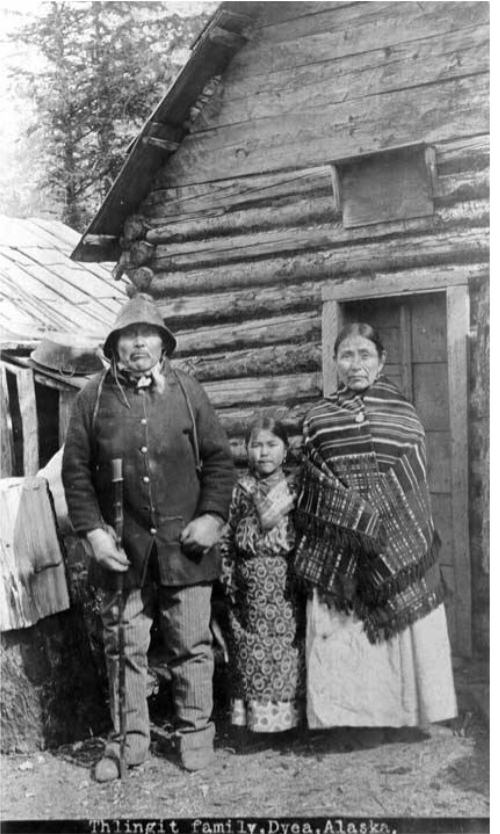
Сім'я тлінкітів у Даї (між 1896 та 1910 роками).

Дата заснування Даї невідома. Археологічні дослідження свідчать, що сотні років до появи білих людей, на місці міста розміщувалося невелике поселення тлінкітів. На початку 18 століття тлінкіти розпочали товарний обмін з континентальними племенами. Морепродукти (лососеві риби, морські водорості, тюлені, краби, риб'ячий жир) пакувалися на побережжі Даї для перенесення через Чилкутський перевал вглиб континенту, де обмінювалися на товари інших племен (зазвичай, продукти тваринного походження та металеві вироби).
Індіанці-тлінкіти були високоорганізованим, розвинутим і войовничим народом. Житлові та громадські будівлі часто споруджували з дерева, інколи жили в довгих дерев'яних бараках, покритих торфом. Це був складніший і прогресивніший тип будівлі, ніж у індіанців континентальної Аляски.
Тлінкіти були майстрами видовбувати зі стовбурів дерев човни, котрі могли плавати по морю та по річці. Човни для щоденного вжитку були завдовжки 3-5 метрів. Більші каное, завдовжки до 17 метрів, могли вміщувати 50 людей і використовувалися у воєнних діях. Відомі також їх тотеми, які споруджувалися для різних цілей — релігійних та побутових.
Один з корінних індіанців так описував значення Даї для свого народу:
|  | Даї й Скагвей належали моєму народу. В Даї є три річки і три курильні. Народ не жив там цілий рік, але з вигодою користувався цим місцем. Всі три курильні належали клану Lukaax.'adi. Вони контролювали велику частину території. На цьому місці збирали ягоди і коптили рибу. Індіанці також там полювали і коптили м'ясо. Зазвичай вони постачали його через Чилкут. Стовбури тополі використовувалися для спорудження каное. Я колись робив їх з моїм татом у Даї. Ми виловлювали колоди з річки, завантажували їх на човни і привозили сюди. Атабаски спускалися сюди для вимінювання на одяг білих людей. Оригінальний текст (англ.) Dyea and Skagway are claimed by my people. There are three streams at Dyea, and there are three smokehouses there. The people did not live there the year around, but used the place a great deal. All three of these smokehouses were owned by Lukaax.’adi people. They controlled a large area of land. This place was used for berries as well as for smoking fish. The Indian people also hunted there and smoked meat. They generally went up to Chilkoot to put them up… Cottonwood was also used for making canoes. I used to make them with my father at Dyea. We would get the wood from the river, load the cottonwood on canoes, and bring it back here. The Athabaskans used to come down there to trade for white man’s clothes. |

Тлінкіти контролювали район Чилкутського перевалу і не дозволяли іншим племенам користуватися ним. У сучасному розумінні вони тримали монополію на доступ до гірських перевалів у цьому районі. Тільки індіанці цього племені мали право доставляти товари з побережжя Даї до торговельних постів компаній Boston, HBC та Російсько-американської компанії в глибині Аляски та Юкону. Компанія Hudson's Bay спробувала торгувати безпосередньо з континентальними племенами й побудувала Форт-Селкірк (1848), який кілька років зазнавав нападів індіанців і врешті-решт 1852 року був спалений.
Лише один білий старатель — Джордж Голт — зміг обминути індіанські перепони і 1874 року пройти через Даї вглиб континенту. Ніхто так і не довідався, як Голт зміг уникнути зустрічі з майже трьома тисячами індіанців, що населяли обидві сторони Чилкутського перевалу.

#### Період освоєння Аляски

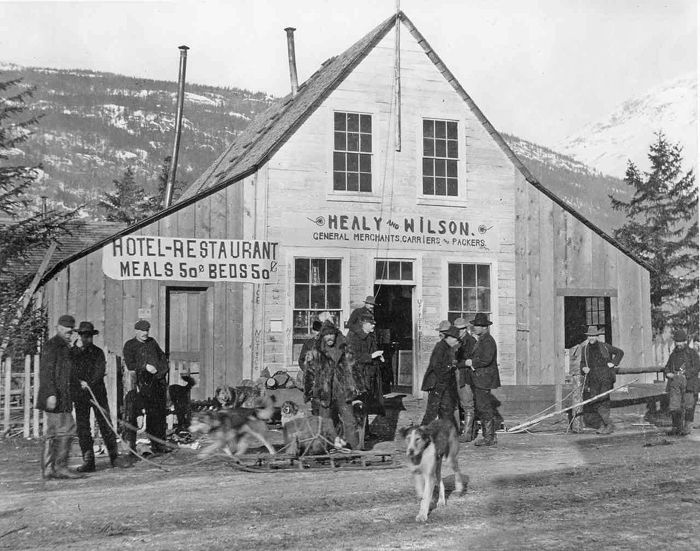
Торговельний пост Healy&Wilson у Даї.

Старатель готується до переходу. На передньому плані — тлінкіти або тагіші (Даї, 1897).

Наприкінці 1870-х старателі почали знаходити золотий пісок на Алясці і потребували швидкого доступу вглиб континенту. Разом з тим розпалилася ворожнеча між місцевими племенами. Скориставшись цими міжусобицями, 1879 року морський офіцер — капітан Л. А. Бердслі (L.A. Beardsley), який на той час був губернатором Аляски, виступив посередником між племенами. На узбережжя Даї він доставив на військовому кораблі двадцять старателів і, після кількох холостих пострілів з кулемета Гатлінга, переконав вождя племені відкрити перехід.
Угода передбачала, що старателі не будуть пиячити, пристойно поводитимуться як гості та не продаватимуть алкоголь індіанцям. Старателі могли або самі переносити свої речі, або наймати для цього людей лише з племені тлінкітів. Монополія тлінкітів на доступ до континенту перетворилася на транспортно-торговельну.
Угода була своєчасною і вигідною для обох сторін. На той час торгівля пушниною на території Аляски та Юкону почала занепадати. Натомість основною метою білих людей стало золото і тлінкіти почали більше заробляли як носильники, ніж як торговці пушниною.
У травні 1880 року перша партія старателів, що приплили в Даї, дала спакувати на березі свої вантажі індіанцям і, разом з ними перейшла через перевал. Індіанці слугували їм за пакувальників та платних носіїв. Цим було започатковано новий, процвітаючий та вельми дохідний бізнес серед тлінкітів — пакування та перенесення вантажів через Чилкутський перевал. У ньому були зайняті всі — чоловіки, жінки і навіть діти. Індіанці перестали ворогувати з білими людьми, натомість розпочалися війни між племенами за контроль над бізнесом. Після чергової війни 1888 року, в якій загинули два індіанські вожді, було досягнуто перемир'я між племенами та розділено сфери впливу.
З того часу Даї стало тимчасовим прихистом для сезонних мисливців, рибалок, старателів та носіїв перед їх походом через Чилкутський перевал. Власне, назва Даї пішла від слова «пакувати» мовою тлінкіт — Dayéi.
Першим білим дослідником цих країв був Фредерік Шватка. У 1883 році, досліджуючи Аляску і територію Юкону, він зупинявся в Даї і згодом у своїй книзі досить детально описав місцевих жителів і їх побут. Правда, у своїх спогадах він використовував застарілу назву селища — Dayay. У цій книжці були вкладені також малюнки долини Даї та предметів побуту тлінкітів. 
У 1884 році Джон Гейлі разом з Едгаром Вілсоном відкрив у Даї факторію, а через два роки до нього приєднався компаньйон Джон Гейлі (John Healy), якого звично називали «капітан Гейлі». Аж до 1896 це був єдиний дерев'яний будинок у Даї. Він слугував одночасно салуном, магазином і житлом. До нього був прибудований склад, а позаду розбитий город. Прибудова з іншого боку, споруджена 1897 року, мала горду назву «Готель-ресторан», де за 50 центів можна було поїсти і за ще 50 центів — переночувати. Гейлі, разом з компаньйоном Вілсоном, упорядковували стежки до Чилкуту, не беручи за це оплати, а лише для того, щоб привабити більше старателів до Даї. Тлінкітам це було не до вподоби. Один з вождів — Lunáat — обурювався, що білі люди забирають в його народу стежки.
1896 року відкрилося поштове відділення. У 1884—86 роках в Даї проживало близько 50 індіанців, але наступного року їх кількість значно збільшилася, що свідчило про популярність пакувального бізнесу.
1887 року в Даї проживало 138 індіанців, подружня пара Гейлі та їх партнер Джордж Діксон.
Мисливці та старателі, що тимчасово зупинялися в Даї, розкладали собі намети. Там же й розкладав свій намет Джордж Кармак, який згодом відкрив золото на Клондайку.
Саме до салуну Джона Гейлі взимку 1887 року добралися двоє чоловіків від річки Стюарт і принесли звістку про нові родовища золота у самородках поблизу Форті-Майл. Один з них — Том Вільямс — був непритомний і через два дні помер, не промовивши жодного слова. Інший — індіанський хлопець, взявши жменю бобів, сказав: «Все золото — як ці боби». У наступні роки рух старателів через Даї поволі зростав і сягнув 1000 старателів у 1895 році. А ще через рік наступив справжній бум.

### У часи золотої лихоманки

#### Прибуття до Даї

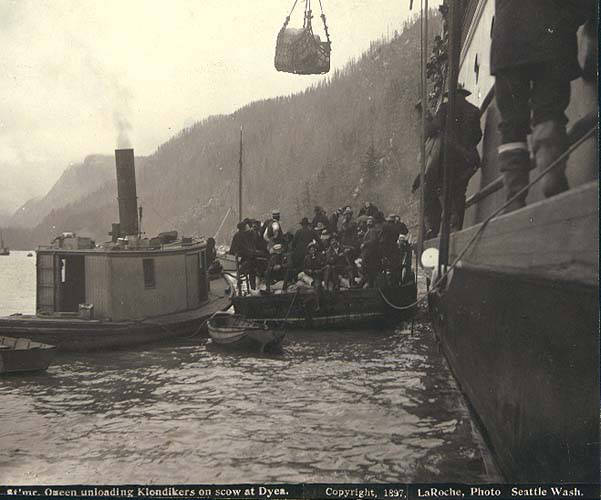
Розвантаження пароплава на пліт у затоці Даї (1897).

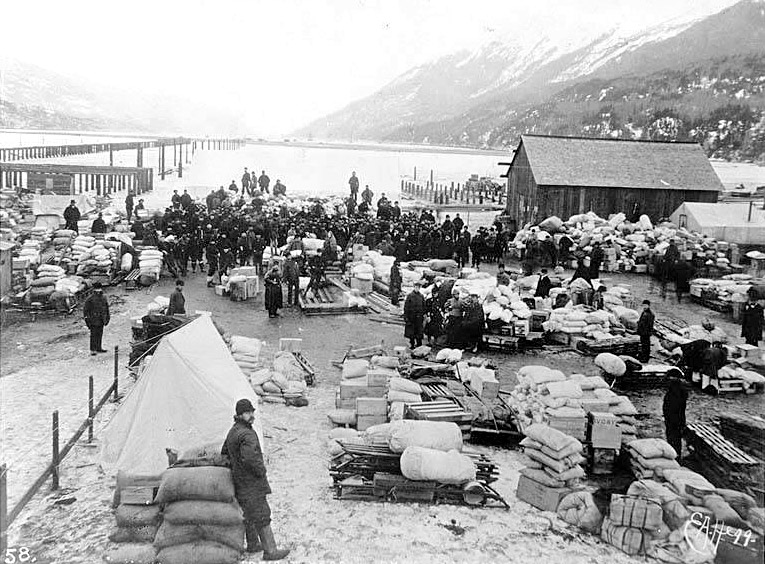
Узбережжя Даї (1898).

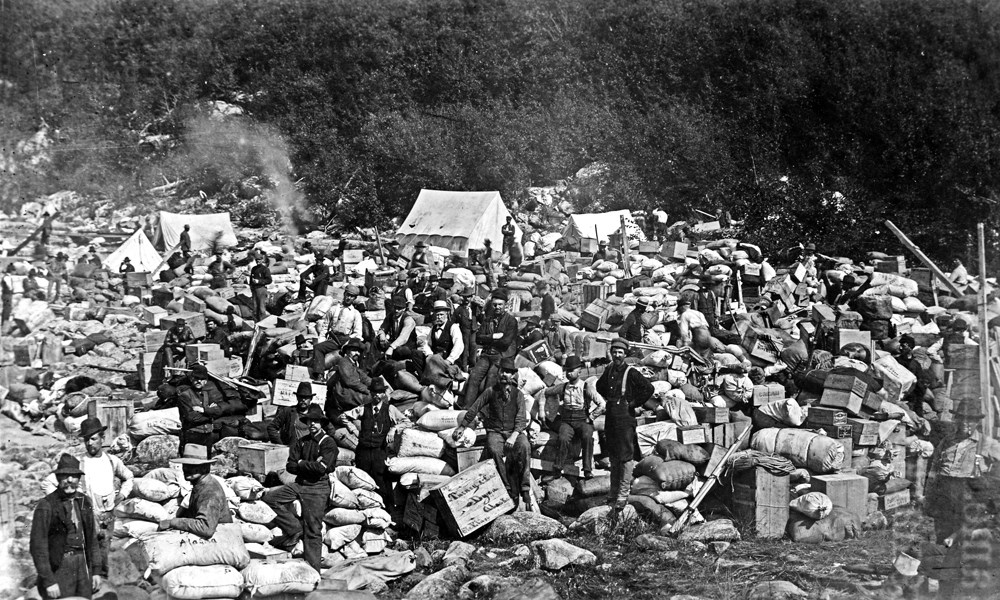
Новоприбулі старателі з поклажею на побережжі Даї (1897).

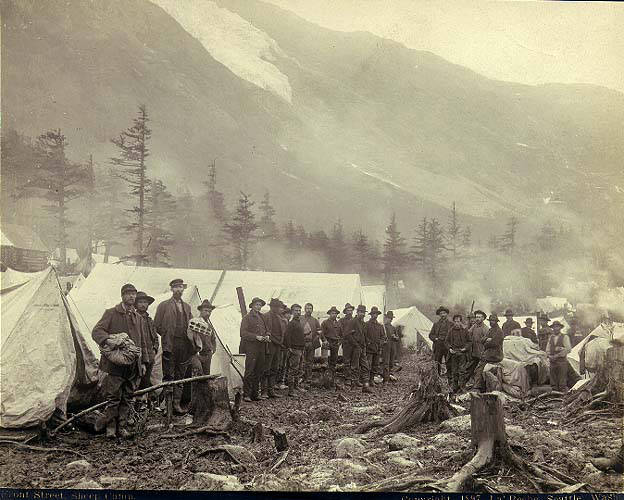
Старателі, що пройшли Даї й зупинилися в Sheep Camp (10 км північніше Даї). Молодий хлопець на передньому плані групи праворуч — єдина фотографія Джека Лондона на Алясці (1897).

Влітку 1897 розгорілася Клондайкська золота лихоманка. Перші пароплави з Каліфорнії прибули до Даї наприкінці липня. Даї всього за кілька днів перетворилося в багатотисячне поселення з хаотично розкиданими наметами і горами вантажів. Для одних це була тимчасова зупинка на шляху до Клондайку, для інших, що втратили своє майно і гроші, або здоров'я, — тимчасове пристановище перед поверненням додому. Були й такі, чий життєвий шлях закінчився в Даї.
Дорога на Клондайк проходила по історичній торговельній стежці індіанців — через Даї, Чилкутський перевал, Береговий хребет і до озера Беннетт. Далі 800 км по течії Юкону діставалися до золотих ділянок поблизу міста Доусон-Сіті.
Саме через Даї пролягав маршрут Джека Лондона та його шваґра до Клондайку (осінь 1887). Згодом письменник згадував у своїх оповіданнях:
|  | ... хаос на березі Даї, що запруджений тисячами фунтів спорядження, яке належало тисячам чоловіків. Ця неймовірна кількість багажу та їжі, навалом скинута з пароплавів на берег, починала повільно просочуватися вверх по долині Даї і далі через Чилкут. Дорога займала двадцять вісім миль і вантаж міг бути перенесений лише на собі. Індіанські носильники, що підійняли розцінки з восьми центів за фунт до сорока, не справлялися з роботою і було зрозуміло, що зима може застати більшість поклажі ще на цій стороні перевалу. Оригінальний текст (англ.) ...madness of the Dyea beach, congested with thousand-pound outfits of thousands of men. This immense mass of luggage and food, flung ashore in mountains by the steamers, was beginning slowly to dribble up the Dyea Valley and across Chilkoot. It was a portage of twenty-eight miles, and could be accomplished only on the backs of men. Despite the fact that the Indian packers had jumped the freight from eight cents a pound to forty, they were swamped with the work, and it was plain that winter would catch the major portion of the outfits on the wrong side of the divide. |

З перших місяців золотої лихоманки порти Даї та сусідній Скагвей конкурували між собою. Спочатку старателі віддавали перевагу Даї, оскільки шлях через Чилкутський перевал вже був проторований, добре відомий і детально описаний у посібниках. Перехід завжди був відкритий і не закривався навіть у погану погоду. Взимку 1897/98 через Даї пройшло майже втричі більше старателів, ніж через Скагвей (відповідно, 30 тисяч і 10 тисяч).
Проте порт Скагвей був глибоководний і до причалу могли одночасно швартуватися й швидко розвантажуватися три пароплави. Навпаки, морське дно і побережжя Даї були дуже пологими і пароплави змушені були ставати на якір майже за дві милі від берега. Розвантаження відбувалося некеровано і безладно, як з корабля, що тоне. Коней скидали прямо у воду зі спеціальних контейнерів, у яких відкривалося дно, і тварини на грані безумства від страху падали у воду. Поклажа викидалася на плоти біля бортів пароплавів. Якщо пліт витримував, не розвалювався або не розбивався на тріски, і був дотягнутий до берега, то залишалася ймовірність, що поклажа буде все ж загублена, вкрадена, або продукти просочаться морською водою. Висота припливів у затоці Даї може сягати шести метрів і пакунки з продуктами, не відтягнуті на безпечну віддаль від берега, безнадійно намокали солоною водою. У найгіршій ситуації були ті, що розвантажувалися в час відпливу. Чекати на приплив не було коли і, скинувши вантаж з плотів на берег, вони відчайдушно старалися перекласти його подалі від води, але самотужки перенести за дві-три години тонну клунків не кожному було під силу.
Один з прибульців у Даї згодом писав:
|  | Ми бачили дорослих чоловіків, що сиділи і плакали, коли не змогли випередити припливну хвилю. Їх обмежені фінанси були витрачені на товари і дорогу. Борошно, цукор, вівсянка, порошок для випічки, сіль, дріжджі, суха картопля і фрукти опинилися в солоній воді. Не маючи ні часу, ні грошей на нові закупи, вони втратили шанс добратися до золотих розсипів. Жахливий удар навіть для самих сильних чоловіків. Оригінальний текст (англ.) We saw grown men sit down and cry when they failed to beat the tide. Their limited amount of money had been spent to buy their stuff and get it this far. With their flour, sugar, oatmeal, baking power, soda, salt, yeast cakes, dried potatoes and dried fruits under salt water, and without tie or money to replace them, their chances of getting to the gold-fields were gone. A terrible blow to the strongest of men. |

Багато чоловіків заробляли, допомагаючи прибулим доправляти вантажі від пароплавів до берега і переносити їх подалі від припливів. Ціна коливалася від 40 доларів за годину під час відпливу до 50 доларів, коли починала прибувати вода.
Невдовзі спорудили дві дерев'яні пристані, довжиною понад три кілометри, але вони ніколи не були повністю завершені й не поліпшили становище з розвантаженням. Насправді на них було ще більше хаосу, особливо взимку, коли через обледенілий настил вантажі й старателі падали у крижану воду затоки. Перший пірс (лютий 1898) майже не використовувався через ненадійну конструкцію і вузький проїзд. Інший пірс, набагато довший, був капітальнішим, тому будувався довше і відкрився у травні 1898-го, коли наплив старателів значно зменшився. Загалом, витрати на ці пірси так і не повернулися прибутками.

#### Період розквіту

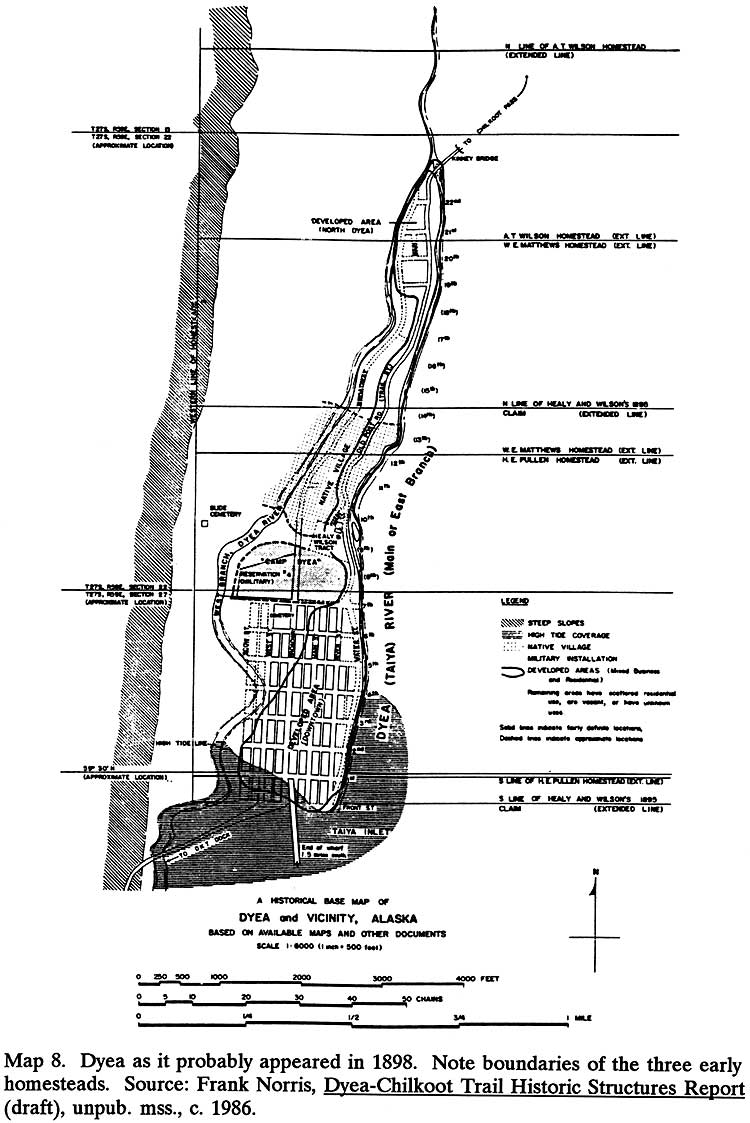
План Даї (1898).
Північніше кварталів розташувався військовий табір, через нього проходила вулиця до Чилкуту. Далі розміщувалося поселення тлінкітів. Заштрихована область внизу — зона океанських припливів. Між військовим табором і поселенням індіанців була факторія Гейлі.

Популярність Даї підтримувалася поліпшенням сервісу на Чилкутському перевалі. Підприємливі ділки протягнули канати, щоб полегшити підіймання вгору, вирубали в льоді сходинки, які називали «Золоті Сходи», перекинули містки через численні водяні потоки. Наприкінці 1897 року споруджений перший канатний підйомник на кінній тязі. До весни 1898 року вже працювало чотири підвісні канатні дороги до Чилкутського перевалу, серед них — перша у світі електрична канатна дорога, завдовжки 730 м. У майбутньому були плани спорудження вагонеткової дороги і вузькоколійної залізниці, а весною 1898 року закладені допоміжні споруди для них.
Даї набагато повільніше розбудовувалося, ніж Скагвей. Причина цьому — в умовах транзиту. До Скагвею було легше добратися (глибока гавань для пароплавів), але важче покинути (мала пропускна спроможність стежки до перевалу Вайт). У Даї вивантажитися з пароплава було важче, зате маршрут до Чилкутського перевалу пропускав більше людей і майже не залежав від погоди. Тому в Даї старателі довго не затримувалися. До кінця вересня 1897 в містечку були лише факторія Гейлі, кілька салунів, табір тлінкітів та різноманітні намети.
У жовтні спекулянти розділили і розібрали площі під центральну частину містечка, але забудова розпочалася лише тоді, коли водний шлях до Доусон-Сіті замерз і частина пізніх старателів вирішила перезимувати в Даї. До січня наступного року ділова активність у Даї була дуже низькою, а потім почали майже щодня прибувати баржі з будівельними матеріалами. Наприклад, баржа «Колорадо» доставила за один раз вісім мільйонів погонних футів дощок (2 400 тис.метрів). Будинки споруджувалися з неймовірною швидкістю, теслярі працювали цілодобово при світлі місяця та ламп. Триповерховий готель на 40 кімнат зі столовою і баром був зведений за три доби, у наступні п'ять діб з'явився блок з п'ятьма магазинами. У лютому 1898 року Даї вважалося найбільшим містом на Алясці.
Невдовзі сформувалася центральна частина Даї, яка мала регулярне прямокутне планування, розміром п'ять на сім невеликих кварталів. Вулиці у напрямку північ-південь мали назви Баржова, Західна, Бродвей, Головна і Річкова, Бродвей переходив у стежку до Чилкуту. Поперечні вулиці йменувалися номерами — від Першої вулиці до Сьомої вулиці. У планах було передбачено вулиці аж до Двадцять сьома.
У квітні 1898-го у містечку вже було близько 200 бізнесів, головним чином, таверни, ресторани, готелі та магазини.
Потік старателів через Даї не припинявся ні вдень, ні вночі, містечко цілодобово наповнювали крики тварин та прокляття людей. Всі бізнеси теж працювали цілодобово, бо кожна година приносила власникам великі прибутки. Даї, яке в літні місяці колись нагадувало райську ідилію зі спокійною водою річки, зеленими заплавами й порослими соснами гірськими схилами обабіч, заростями кущів з ягодами, з безліччю риб, птахів та іншої живності, швидко перетворилося на цивілізовану руїну, де все було перетоптане чобітьми старателів та їх тягової худоби, забудоване або засмічене.
У травні 1898 року Даї було в найбільшому розквіті — 5-8 тисяч людей, 48 готелів, 47 ресторанів, 39 салунів і 19 транспортних компаній. Триповерховий готель «Олімпік» був найбільшим на Юконі — на 115 умебльованих кімнат. Центр Даї виглядав, як цивілізоване містечко, а окраїни були забудовані примітивними зрубами і наметами. Виявилося, що значно легше добувати золото з кишень старателів, ніж з вічної мерзлоти. Для старателів були відкриті аптеки, кабінети дантистів, адвокатів, два госпіталі, церква, пожежна служба (добровільна), була навіть школа, що діяла протягом 1898—1900 років. Виходили дві щотижневі газети — «Dyea Trail» і «Dyea Press», дві телефонні компанії провели свої лінії до Чилкутського перевалу, озера Беннет і містечка Скагвей. Свої послуги пропонували сім агентів з нерухомості. Проте Даї ніколи не мало формального управління.

#### Правопорядок
На відміну від Скагвею, старателі в Даї не затримувалися надовго, бо Чилкутський перевал був відкритий постійно. Тому й злочинність у Даї була трохи нижчою, ніж у Скагвеї.
Газета «Dyea Press» розхвалювала містечко:
|  | Ми хочемо звернути увагу читачів до того факту, що в Сполучених Штатах неможливо знайти мирнішого і впорядкованішого міста з 3 000 жителів… Населення Даї складається з кращих класів суспільства і нікому нема чого боятися… Оригінальний текст (англ.) We desire to call attention of the reading public to the fact that no more orderly and peaceable city of 3,000 in population can be found in the United States… The population of Dyea is composed of the better class and no one need feel alarmed. |

І все ж злочинність була — містечко на кордоні цивілізованого світу приваблювало багатьох шахраїв та злочинців. У 1897-98-х роках місто знаходилося під контролем кримінального боса «Мильного» Сміта. Законність була практично відсутня, служба маршалів неефективною, а комісари більш цікавилися фінансовими оборудками, ніж впровадженням правопорядку.

#### Армія США
Кордонна лінія між Канадою та США на той час ще не була геодезично зафіксована. Англо-російська конвенція 1825 року неточно вказувала межі розділення Росії та Англії. Даї, після продажі Аляски США (1868), могло бути віднесене як до США, так і до території Канади. Втім, особливих суперечок між країнами це не викликало. Канада виставила на Чилкутському перевалі кордон Північно-західної кінної поліції (без коней, зате з кулеметом), а США направили в Даї роту з 25 солдат 14-ї піхотної дивізії. Всі солдати були афроамериканцями.
На початку березня 1898 солдати отаборилися разом з госпіталем у північній частині містечка (трохи південніше факторії Healy&Wilson). Розміщення табору було вигідним — він повністю перекривав північну сторону Даї та залишав лише дві вулиці для проходу до Чилкутського перевалу. Проте невдовзі виявилося, що старателі не потребують контролю, зате є кілька незручностей — немає доступу до берега затоки і далеко від джерел прісної води. Згодом табір перенесли південніше, на західний берег річки Таї.
У Даї солдатам майже нічого було робити, зате їх кілька разів викликали до Скагвею залагоджувати різні конфлікти і втихомирювати бандитські розбирання. Лише один раз солдати були задіяні в Даї у повному складі — у рятувальних роботах після сходження снігової лавини.

#### Індіанці в Даї
У цій шаленій гонитві до Клондайку лише індіанці зберігали спокій. З людського потоку, що несамовито гнався за золотом, вони мали найбільший зиск. Індіанці швидко навчилися робити бізнес з білими людьми. Сильні та витривалі, вони могли нести поклажу вагою до сотні кілограмів, але й ціну встановлювали високу, постійно торгувалися і, не вагаючись, скидали вантаж з плечей у сніг, якщо хтось пропонував ще вищу ціну. Або ж могли зупинитися посеред стежки й вимагати додаткової оплати.
Після кількох випадків обману, коли білі люди розплачувалися недійсними банкнотами часів Конфедерації, індіанці приймали лише золоті та срібні монети. Загалом вони досить зневажливо ставилися до білих людей. І мали на те причину — старателі в погоні за золотом часто проявляли не найкращі людські якості.
Навернені у пресвітеріанство, індіанці ревно дотримувалися релігійних правил і не працювали в неділю. А під час однієї церковної служби, коли кілька чечако (новоспечених недосвідчених старателів) зайшли до будівлі і не зняли головних уборів, індіанський священник осипав їх прокльонами.

### Занепад Даї
Дві події різко змінили життя в Даї.
Першою було стихійне лихо.
Потужний сель у вересні 1897 був лише попередженням природних сил. Зносячи на своєму шляху намети старателів, він забрав життя трьох людей. А у квітні 1898 року, після кількох тижнів снігопаду, зійшла снігова лавина, яку згодом назвали «Лавиною Вербної неділі» (англ. «Palm Sunday Avalanche»). Хоча носильники-тлінкіти попереджали старателів про небезпеку, але більшість із них знехтували цим і понад сімдесят людей були поховані під десятиметровим шаром снігу. Лише кількох вдалося вчасно знайти і відкопати. У західній частині Даї виділили окреме місце під цвинтар для загиблих у лавині. Понад п'ять тисяч людей взяли участь у пошуках жертв та поранених під лавиною. Серед загиблих були й ті, хто вирішив перечекати снігопад у наметах, розкладених поблизу трейлу. У Даї було розгорнутий тент для поранених, якими займалися кілька лікарів. Тіла загиблих охоронялися і не було зафіксовано жодного випадку мародерства.
Чилкутський перевал зажив лихої слави і багато старателів з огляду на безпеку почали віддавати перевагу Скагвею. До того приклалися також бізнесмени та газети. Стараючись принизити Даї в очах старателів, і переманити їх до себе, вони часто перегинали палицю, описуючи трагедію на Чилкуті. Газета «Dyea Trail» з обуренням писала:
|  | Скагвейці зовсім не мають стиду. Їх амбіції полягають у приниженні інших. Вони заживають слави, публікуючи фальшивки; вони настільки нікчемні, що хотіли, щоби було п'ять тисяч загиблих на Чилкутській стежці... Вони не мають поваги до мертвих; але з диявольським задоволенням перебільшують вигадки і в смертельні години намагаються отримати вигоду з нещастя, рекламуючи їхню лихоманливу діру в пеклі. Оригінальний текст (англ.) The Skagwayans have no shame. Their ambitions seems to be to heap misery upon others. They glory in publishing false statements; they are ghoulish enough to wish there had been five thousand if it only happened on the Chilkoot trail... They show no respect for the dead; But apparently take hellish delight n magnifying the awful fiction and in the hour of death take advantage of the sad calamity by advertising their fever-stricken hole of Hell. |

Інша газета — «Dyea Press» — писала:
|  | У відповідь на неправдиві звіти, що поширюються зацікавленими особами по Скагвею... що ніби-то стежка є непрохідною... представник компанії 'Dyea Klondike Transportation Co' заявляє, що «У нашому бізнесі немає жодної затримки через снігову лавину. Ми продовжуємо транспортування вздовж всього маршруту» Оригінальний текст (англ.) In answer to the untruthful report startedat Skagway, by interested parties … that the trail was impassable … Mr. Hammond, of the Dyea Klondike Transportation Co., says: ‘No interruption to our businesses ensue from the effects of the snow slide. We are moving freight promptly along the trail. |

І насправді через лічені години після катастрофи, коли тіла загиблих ще зносили до Даї, потік старателів знову рушив з міста до Чилкуту. Проте кількість новоприбулих до Даї почала зменшуватися.
Другою подією, що остаточно прирекла Даї на запустіння, було відкриття у липні 1898-го залізниці через перевал Вайт. Ця вузькоколійка, побудована в рекордні терміни, обслуговувала старателів, які добиралися до Клондайку через Скагвей. Чилкутський перевал ще працював кілька місяців, переправляючи тих старателів, що вже були в Даї, але пароплави з новими шукачами за золотом перестали прибувати в порт і населення Даї швидко зменшувалося. Крім того, Клондайкська золота лихоманка зійшла з перших шпальт газет, натомість актуальною стала тема Іспансько-американської війни. Це значно зменшило загальну кількість старателів, що вирушали до Клондайку.
До кінця липня 1898, лише через три місяці після найбільшого розквіту, місто покинули майже всі жителі. Весною 1899 року канатні дороги зупинилися. Власники нової залізниці перекупили їх і розібрали на металобрухт, щоб не мати конкуренції.
Наступного року зруйнувалася одна пристань, лісова пожежа знищила військовий табір, що розміщувався неподалік, і військові перебралися до Скагвею. На початку 1900 транспортний коридор через Чилкутський перевал вперше за останні кілька сотень років перестав працювати, а без нього Даї втратило сенс для існування.
Близько 250 жителів ще залишалися весною 1900, коли порт Даї був офіційно закритий. Наступного року залишився 71 житель, поштове відділення було зачинене ще через рік, а в 1903 містечко вже вважалося «містом-привидом». Наступні роки лише кілька людей проживали в закинутому містечку. Останнім жителем у 1906 році був Е.Клатт.

### Після золотої лихоманки
Після того, як люди покинули Даї, долина стала привабливою для фермерства. 1900 року чотири фермери вирощували городину для потреб Скагвею. Згодом всі фермерства перекупила Гаррієт Пуллен, яка тримала ще ферму корів, щоб мати молочні продукти для її готелю в Скагвеї.
Тим часом залишки центральної частини Даї поступово зникали. Нові господарі землі розбирали будівлі на сараї, огорожу, паливо, або перепродували їх до Скагвею. Пожежа знищила торговий дім Гейлі (1921). Свій внесок робив і звичайний вандалізм. У середині 20-х років річка Тая змінила своє русло і розмила половину Даї. Кілька будинків ще стояли на початку сорокових років, проте були знищені повенями наступних років.
Більшість будинків, залишки яких ще можна знайти в Даї, не є оригінальними будівлями 1897-99-х років, а фермерськими перебудовами пізніших років. Багато руїн ще залишаються на своїх місцях, але їх складно ідентифікувати. Зараз колишня територія містечка є місцем археологічних досліджень.

## Сучасний стан
Інтерес до Даї відродився після 1947, коли була прокладена гравійна дорога від Скагвею (8 миль, або 13 км). Дорога проходить вздовж води, слідуючи всім вигинам берегової лінії, і вигідно підкреслює мальовничі краєвиди. Незабаром в Даї почали регулярно приїжджати відпочивальники — подивитися історичні місця, або спробувати своїми силами добратися до Чилкутського перевалу. В околицях з'явилися навіть кілька нових дерев'яних будинків.
1978 року Служба національних парків США викупила більшість території Даї і перетворила її в національну історичну пам'ятку США. Саме Даї та смуга колишнього маршруту до Чилкут (шириною одна миля і завдовжки 17 миль, відповідно, 1,6х16 км) є одним з чотирьох районів Національно-історичного парку Клондайкської золотої лихоманки. Були прокладені туристичні стежки для показу залишків будівель Даї та цвинтарю, відновлений та облаштований маршрут до перевалу, розчищена ділянка для кемпінгу туристів. Кілька будинків в околицях Даї призначені для винаймання туристами.
Усе, що залишилося з тих часів, — кілька фундаментів серед залишків дерев'яних стін, металобрухт, залишки дерев'яних паль від причалу, один майже розвалений сарай, частина декоративної фасадної стіни. Вулиць більше не існує — всі вони були розмиті повенями. Вздовж найбільших колишніх вулиць прокладені стежки з вуличними вказівниками. На місці найбільшого готелю «Олімпік» — порожня галявина з пам'ятною табличкою із заголовком «Не залишилося навіть і сліду» (англ. «Not Even a Trace Remains»).
Найкраще збережені й доглянуті цвинтарі, що були розміщені вище від естуарія. На цвинтарі «Slide» (укр. «Зсув») майже на всіх надмогильних дошках стоїть одна дата смерті — «3 квітня 1898» — для тих, хто загинув у сніговій лавині того дня. На екскурсійній табличці біля цвинтаря є напис: «Цвинтар Даї є місцем спочинку звичайних людей, які були поховані іншими звичайними людьми, але подолані вищою силою» (англ. «The Dyea Town Cementery is the resting place of ordinary people, buried by other ordinary people, but caught up in forces far beyond their control»). Загалом збереглося 52 помічені могили. Найостанніші датовані 1921 роком.
Інший цвинтар через загрозу затоплення був у 1979 році переміщений на нове місце, яке названо Pioneers at Rest. Там є також гранітний монумент у пам'ять про корінних індіанців, що померли в околицях Даї в часи золотої лихоманки.
Для туристів, що прибувають океанськими суднами до Скагвею, у Даї проводяться кінні та піші екскурсії, облаштовані гравійні доріжки, десять ознайомчих стендів, місця для паркувань і кемпів.
Природа забрала назад більшість території Даї. Багато місць поросли соснами, густими кущами та високою травою. Влітку вся долина вкрита дикоростучими півниками. Там можна зустріти ведмедя барибала, бурого ведмедя, північного оленя та орлів. У липні-серпні ведмеді зазвичай полюють на лосося у витоці річки Тая.